# Jerzy Żurawlew
Jerzy Żurawlew nació el 21 de enero de 1887 en Rostov-on-Don y murió el 3 de octubre de 1980 en Varsovia. Fue compositor polaco, pianista, director de orquesta y profesor de piano del Conservatorio de Varsovia.

## Trayectoria
Estudió con Aleksander Michałowski, de quien llegó a ser su mejor alumno y discípulo. Es famoso por ser el fundador de Concurso Internacional de Piano Frédéric Chopin en Varsovia en 1927. 

## Vínculos relacionados
Página electrónica del Concurso internacional de piano Frédéric Chopin 